# سد أفشلويتدايك
سد أفشلويتدايك (بالهولندية: [ˈɑfslœydɛik]؛ بالفريزية الغربية: Ofslútdyk [ˈɔfslyːdik]؛ ويعني "سد الإغلاق")، هو سد رئيسي وطريق رابط (حاجز أرضي) في هولندا. أُنشئ بين عامَي 1927 و1932، ويمتد من دين أوفير في مقاطعة شمال هولندا إلى قرية زوريخ في مقاطعة فريزلاند، بطول 32 كيلومترًا (20 ميلًا) وعرض 90 مترًا (300 قدم)، وبارتفاع ابتدائي فوق مستوى أمستردام المرجعي يتراوح بين 6.7 متر (22 قدم) في الجزء عند فريزلاند و7.4 متر (24 قدم) عند مقطع قناة فلييتر العميقة. وقد اشترط أن يكون الارتفاع عند أعظم أعماق البحر إلى الغرب من فريزلاند لا يقل عن 7 أمتار في جميع الجهات عند البناء الأصلي.
تمت زيادة ارتفاع أفشلويتدايك عدة مرات منذ عام 1958، حيث جرت هذه الزيادات خلال فترات الصيانة المنتظمة نتيجة فيضان بحر الشمال عام 1953، وأصبح مستوى القمة في الجزء بين مركّبي بوابات ستيفينسلويزن ولورنتسسلويزن 7.8 أمتار. وقد بدأت أعمال تطوير رئيسية في عام 2019، وكان من ضمن شروط التصميم الجديدة السماح بتخطٍ محدود للأمواج أثناء العاصفة التصميمية. ويُتوقع أن يؤدي التصميم المقترح من الشركة المنفذة إلى رفع ارتفاع السد بنحو مترين إضافيين.
يُعتبر أفشلويتدايك جزءًا أساسيًا من مشروع الأعمال الكبرى لبحر زاوديرزي، حيث عزل خليج زاوديرزي (وهو خليج ملحي من بحر الشمال) وحوّله إلى بحيرة عذبة هي آيسل مير. كذلك يعتبر مشروعًا هامًا لاستصلاح الأراضي ويوفر طريقًا بريًا يربط بين شمال هولندا وغربها.
يعتبر الطريق السريع فوق أفشلويتدايك أول موقع تجريبي لتطبيق حد السرعة 130 كم/ساعة (81 ميل/ساعة) في هولندا.